# گئورگی گولیتسین
 گئورگی گولیتسین (انگلیسی: Georgy Golitsyn؛ زاده ۲۳ ژانویهٔ ۱۹۳۵) یک فیزیک‌دان اهل روسیه است.